# Mackenzie Foy
Mackenzie Christine Foy (Los Angeles, 10 november 2000) is een Amerikaans model en actrice. Ze is onder meer bekend van haar rol als Renesmee (Carlie) Cullen in Breaking Dawn, dat gebaseerd is op het vierde boek van Stephenie Meyer.

## Carrière
Foy is begonnen met modellenwerk in 2004. Ze werkte onder meer voor Garnet Hill, Polo Ralph Lauren, en Guess Kids. Ze heeft ook gemodelleerd in gedrukte advertenties voor bedrijven zoals Rubbermaid, Jones Apparel Group, The Walt Disney Company, Mattel, Target Corporation, Talbots, Guess, L'officiel en Gap. Foy is verschenen in vele commercials, waaronder Burger King, Kohl's, BlackBerry, Comcast en Pantene. Ze speelde gastrollen in televisieseries zoals Strong Medicine, Charmed, 'Til Death, Hawaii Five-0 en Flashforward en speelde mee in het tweedelige The Twilight Saga: Breaking Dawn, waarin ze de dochter van Edward Cullen (Robert Pattinson) en Bella Swan (Kristen Stewart), Renesmee Cullen, speelt. Het eerste deel verscheen op 18 november 2011 (The Twilight Saga: Breaking Dawn Part 1), het tweede deel kwam uit op 14 november 2012. In 2018 speelde ze de hoofdrol, Clara, in de film The Nutcracker and the Four Realms.

## Filmografie

### Film
- 2011: The Twilight Saga: Breaking Dawn part 1 als Renesmee
- 2012: Ernest et Célestine als Celestine (Engelse versie, stem)
- 2012: The Twilight Saga: Breaking Dawn Part 2 als Renesmee
- 2013: The Conjuring als Cindy
- 2013: Wish You Well als Lou Cardinal
- 2014: The Boxcar Childeren als Violet (stem)
- 2014: Black Eyed Dog als Daisy
- 2014: Interstellar als de jonge Murphy Cooper
- 2015: The Little Prince als The Little Girl (stem)
- 2018: The Nutcracker and the Four Realms als Clara
- 2020: Black Beauty als Jo Green

### Televisie
- 2009: 'Til Death als kleine meid (Afl. "No Complaints")
- 2010: FlashForward als Kate Erskine (Afl. "Blowback")
- 2010: Hawaii Five-0 als Lily Wilson (Afl. "Ho'apono")
- 2012: R.L. Stine's The Haunting Hour als Georgia Lomin / Natalie (2 afleveringen)
- 2014: The Cooker Mobster als Sally (televisiefilm)
- 2015: Jesse Stone: Lost in Paradise als Jenny O'Neill (televisiefilm)

- Gemeinsame Normdatei: 1208735128
- International Standard Name Identifier: 0000 0004 3699 8749
- Library of Congress Control Number: no2014114273
- Nationale Bibliotheek van Tsjechië: xx0235099
- Système universitaire de documentation: 23789551X
- Virtual International Authority File: 310665658
- WorldCat: E39PBJqfHk9yCGMhfGjyxWQH4q